# Himmelschlag
Himmelschlag ist ein kleiner Ort in Innviertel Oberösterreichs  wie auch Ortschaft der Gemeinde Treubach im Bezirk Braunau am Inn.

## Geographie
Der Ort befindet sich 21 Kilometer westlich von Ried im Innkreis und 14 Kilometer südöstlich von Braunau am Inn.
Der Ort liegt im Westen des Innviertler Hügellands auf um die 420 m ü. A. Höhe am Fuß des Kobernaußerwald, über der Talung des Altbachs. Südlich geht es in das obere Tal des Lochbachs, das sich hier West–Ost 50 Meter unterhalb dahinzieht.
Die Rotte Himmelschlag umfasst nur 4 Gebäude mit etwa 10 Einwohnern.
Nachbarorte und -ortschaften
| Wittigau (O) |                                             | Ascherdorf (O) Mitterdorf (O)      |
| Hub (O)      | Kompassrose, die auf Nachbargemeinden zeigt | Obertreubach (O)                   |
|              | Prenfurth(Gem. Höhnhart)                    | Leitrachstetten (O, Gem. Höhnhart) |

## Geschichte
Der Ortsname ist ein typischer Himmel-Flurname für offene, fruchtbare Erhebungen, mit -schlag als Rodungsname.
Anfang des 19. Jahrhunderts hatte der Ort noch 6 Häuser mit 32 Einwohnern.

## Nachweise
- 40444 – Treubach. Gemeindedaten der Statistik Austria

1. ↑  vergl. Albrecht Etz: Die Siedlungsnamen des Innviertels als lauthistorische Quellen: Eine Untersuchung ihrer mundartlichen Aussprache und der Akzentverhältnisse. Dissertationen, Universität Wien (erschienen Dissertationen Band 53, Verlag Notring, 1971, ISSN 0419-4225), Das Grundwort -schlag … in Zusammensetzungen, S. 87
2. ↑  Franz X. Weilmeyr: Topographisches Lexikon vom Salzach-Kreise, 1812, S. 303 (Google eBook, vollständige Ansicht).